# Bean (Software)
Bean ist ein kleines und schnelles Textverarbeitungsprogramm mit einigen Formatierungsmöglichkeiten, allerdings bei weitem nicht so vielen wie bei anderen Textverarbeitungsprogrammen wie z. B. Microsoft Word oder OpenOffice.org Writer. Ziel des Projektes ist nicht, eine Alternative zu den großen Textverarbeitungsprogrammen zu schaffen, sondern eine funktionale und schnelle Textverarbeitung mit guter Betriebssystemintegration für Mac OS X bereitzustellen.

## Geschichte
Bean wurde erstmals 2006, mit einem Fokus auf Schnelligkeit, Stabilität und Einfachheit, veröffentlicht.
Nach 5 Jahren wurde das Programm komplett neu geschrieben und im März 2010 veröffentlicht. Grund dafür waren vor allem Verbesserungsvorschläge der Community.
Bean ist als mehrsprachige Version (multilingual) erhältlich.
Im November 2012 gab der Entwickler bekannt, die Software aus zeitlichen Gründen nicht mehr weiterentwickeln zu können, er wolle jedoch weiterhin Bugfixes und Sicherheitsupdates bereitstellen.

## Dateiformate
Neben reinen Textdateien kann Bean Dateien im universell verbreiteten Rich Text Format (RTF) und formatierten Text mit Bildern (RTFD) verarbeiten. Zusätzlich kann Bean die Formate *.doc; *.xml; *.webarchive lesen und speichern. In der Version für Mac OS X 10.5 ist es auch möglich, das neuere *.docx und das OpenOffice.org-Format *.odt zu verwenden. Außerdem bietet Bean mit *.bean ein RTF-ähnliches, zu RTFD kompatibles Format an.
Bean kann außerdem per Export PDF-Dateien erzeugen und hat einen integrierten Wortzähler.